# The Female Quixote

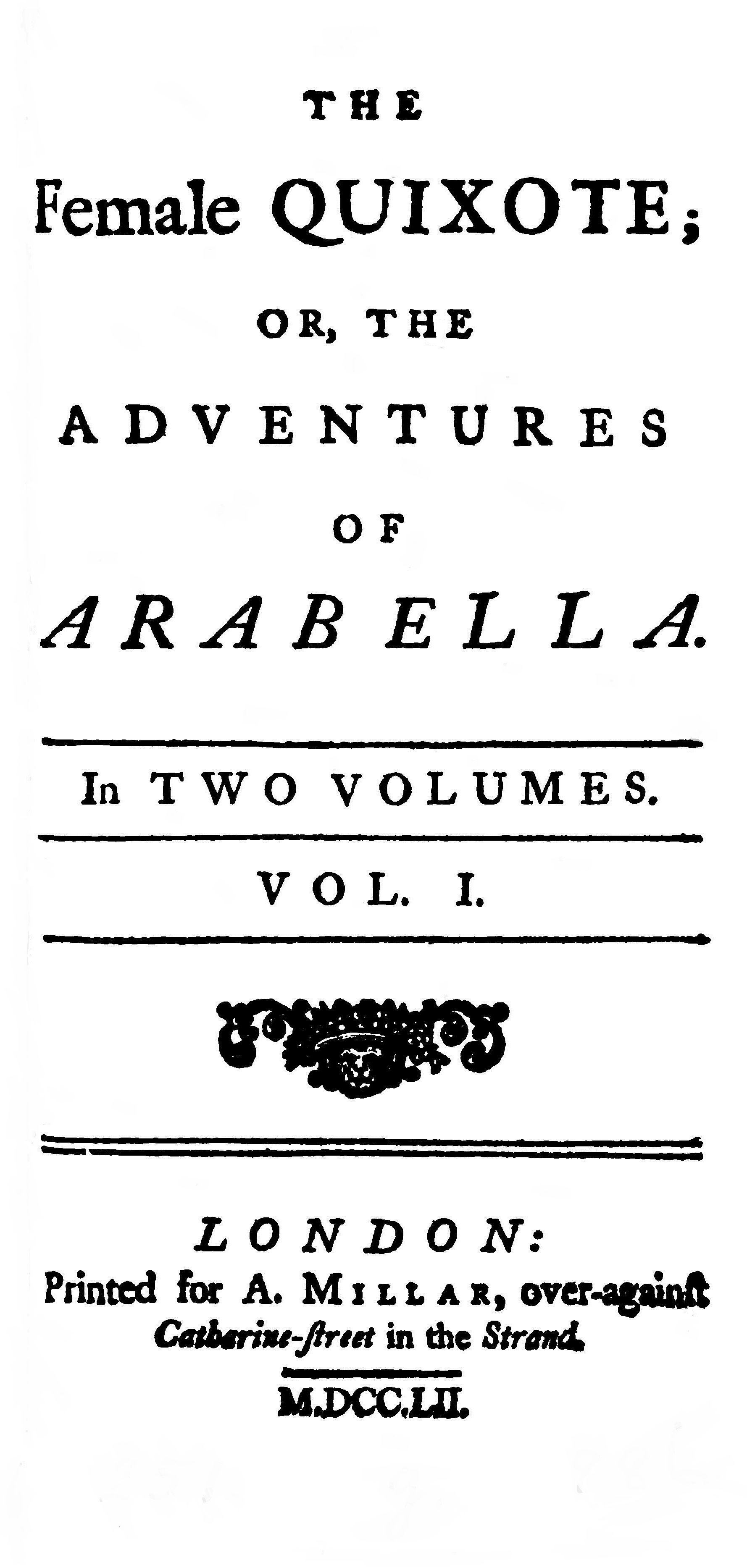
The Female Quixote, 1752

The Female Quixote ist ein Roman der englischen Schriftstellerin Charlotte Lennox, der 1752 veröffentlicht wurde. Er gehört zur Gattung der Erziehungs- und Sittenromane, in deren Zentrum „junge, vernunftbegabte, tugendhafte Heldinnen“ stehen und dabei „Aspekte des weiblichen Selbstverständnisses und der gesellschaftlichen Rolle der Frau behandeln.“
Dabei griff der Roman in einer Inversion auf das Grundmotiv von Miguel de Cervantes Don Quijote zurück, um anhand der wahnhaften Romantisierung der Titelheldin Arabella eine Satire des zeitgenössischen Alltags aufzuzeigen. Der Roman wurde von der Kritik überaus positiv aufgenommen, erlebte zahlreiche Neuauflagen sowie Übersetzungen und führte dazu, dass man seine Urheberin 45 Jahre danach weiterhin mit diesem Titel assoziierte.

## Inhalt

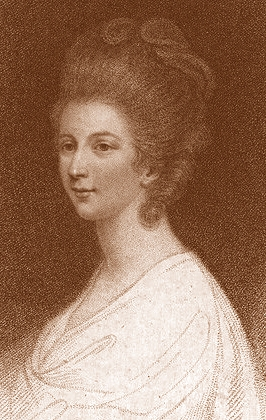
Charlotte Lennox (1730–1804), Autorin des Romans The Female Quixote, Radierung von Francesco Bartolozzi nach Joshua Reynolds, 1797

Die junge Arabella, Titelheldin des Romans, ist in einem entlegenen Schloss ohne besondere gesellschaftliche Verbundenheit und Beziehungen aufgewachsen. Das intelligente und geistig aktive Mädchen hat jedoch durch die übermäßige Lektüre französischer Romanzen eine nahezu übersteigerte, wahnhafte Geisteshaltung entwickelt, die ihre Realitätswahrnehmung nachhaltig beeinträchtigt.
Ohne besondere Menschenkenntnis und historische Erziehung hält sie die französischen Romane für echte, maßgebliche historische Zeugnisse der wirklichen Welt. Dadurch projiziert sie permanent die ambivalenten Klischees und Ideale von wahrer Liebe und heldenhafter Größe selbst auf die banalsten Alltäglichen, womit sie groteske Situationen und Missverständnisse heraufbeschwört. Ähnlich wie der Herr von La Mancha vermutet sie hinter einem Gärtner oder sogar Wegelagerern verkleidete Prinzen, die ihre Entführung planen.
Im Fortlauf der Handlung erbarmt sich schließlich ein Pfarrer für den pädagogischen Auftrag, Arabella die Augen für die Realität zu öffnen und den Weg in gesellschaftliche Beziehungen und letztendlich sogar eine glückliche Ehe zu ermöglichen.

## Ausgaben
- The Female Quixote or the Adventures of  Arabella. Printed for J. Smith, Dublin 1752.
  - Don Quixote im Reifrocke : oder die abentheuerlichen Begebenheiten der Romanenheldinn Arabella. Grund u. Holle, Hamburg und Berlin 1754.

## Publikationsgeschichte
The Female Quixote wurde wie nahezu alle Publikationen von Schriftstellerinnen des 18. und frühen 19. Jahrhunderts offiziell anonym herausgeben. In der Theorie bestand diese Anonymität bis zu Lennox’ Tod hin. Jedoch war es in den Kulturkreisen ein offenes Geheimnis, das sie hinter dem Erfolgsroman stand. Ihre weiteren Werke wurden stets mit dem Hinweis versehen, dass sie vom Autor von The Female Quixote stammen würden. Andererseits sucht man in jeder Neuauflage des Werks zu ihren Lebzeiten ihren Namen vergebens. 45 Jahre nach diesem Werk und nachdem der veränderte Publikumsgeschmack keine Romanzen mehr lesen wollte, veröffentlichte J. Bell den letzten Roman der Schriftstellerin bezeichnenderweise unter folgendem Titel: The history of Sir George Warrington : or the political Quixote. By the author of The female Quixote.

## Rezeption und Kritik

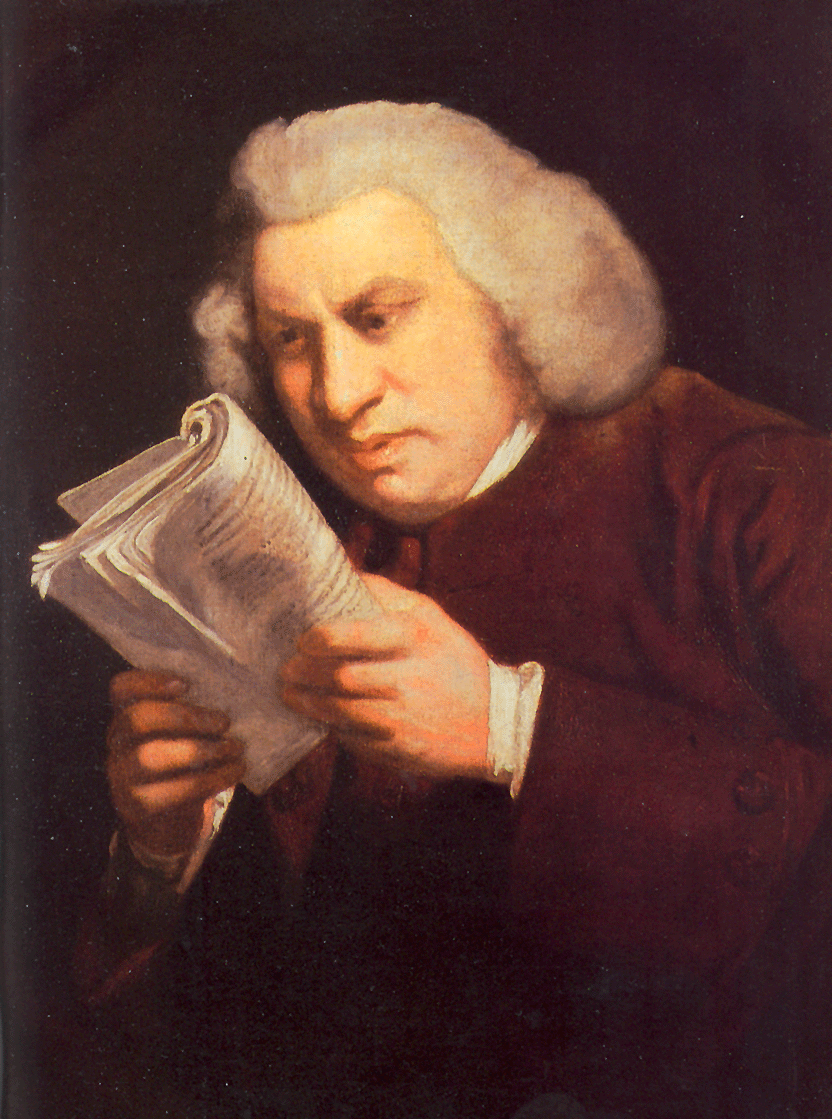
Der Schriftsteller und Literaturkritiker Samuel Johnson beim Lesen, Gemälde von Joshua Reynolds, 1775

Sowohl Samuel Richardson als auch Samuel Johnson besprachen den zweiten und erfolgreichsten Roman von Charlotte Lennox überaus wohlwollend. Selbst bei der Herausgabe unterstützten sie die Kollegin. Der sonst im Streit mit Richardson liegende Kollege und Literaturkritiker Henry Fielding pries das Werk in seinem Covent Garden Journal No. 24. The Female Quixote war insgesamt recht erfolgreich. Es wurde mehrfach neu gedruckt und erlebte Neuauflagen in einer Reihe von großen Romanen 1783, 1799 und 1810. Ins Deutsche wurde der Roman 1754, in die Niederländische Sprache 1762, ins Französische 1773 und 1801, sowie ins Spanische 1808 übersetzt.
Fielding hatte das Werk zur Lektüre empfohlen, da es Alltagsthemen realitätsnah behandele, und sah es als Satire auf die Borniertheit, Eitelkeit und Affektiertheit der herrschenden Damenwelt an. Jane Spence hingegen interpretierte dieses Lob Fieldings jedoch als ambivalent. Ihrer Auffassung nach hätte Fielding die Werke von Schriftstellerinnen prinzipiell gelobt, um seine Rivalität gegenüber Richardson zu fördern, da dieser ein noch schlechterer Autor als jede Frau sei.
Während des 19. Jahrhunderts blieb The Female Quixote recht populär und wurde sogar als Vorbildroman für die Werke Jane Austens angesehen.